# Colégio Romano da Santa Cruz
O Colégio Romano da Santa Cruz é um centro de formação inter-regional do Opus Dei, erigido por São Josemaria Escrivá em Roma em 1948. É uma entidade educativa   que tem como objetivo a formação doutrinal, religiosa e espiritual dos fiéis da Prelazia, neste caso, membros célibes masculinos, que posteriormente podem receber tarefas de formação nas diversas circunscrições do Opus Dei no mundo . O Colégio Romano da Santa Cruz é também o seminário internacional da Prelazia do Opus Dei, onde recebem sua formação específica os candidatos ao sacerdócio do clero incardinado na Prelazia (cf. Estatutos do Opus Dei, n. 102). O primeiro reitor foi o Beato Álvaro del Portillo.
Desde sua fundação em 1948 até 1974, funcionou na sede central do Opus Dei, em Viale Bruno Buozzi 75. Em 1974, foi transferido para sua localização atual, no norte de Roma. A sede atual se chama Centro Internazionale Cavabianca.
Os alunos do Colégio Romano da Santa Cruz costumam fazer os estudos eclesiásticos em Filosofia, Teologia, Direito Canônico, ou Comunicação Institucional da Igreja na Pontifícia Universidade da Santa Cruz.
Em Roma, há também um centro análogo para mulheres: o Colégio Romano de Santa Maria, erigido em 1953. A sede atual do Colégio Romano de Santa Maria chama-se Villa Ballestra, inaugurado em 1993.
No original em italiano o nome é Collegio Romano della Santa Croce.

## História

### Fundação e objetivos
São Josemaría tinha fundado o Opus Dei em Madri (1928) e, desde 1946, vivia em Roma, de onde coordenava a expansão do labor evangelizador do Opus Dei em outros países. Vendo que seus sonhos de levar o carisma do Opus Dei a todo o mundo estavam se tornando realidade, Josemaría Escrivá sentiu a necessidade, por um lado, de preparar bem os membros que iniciariam esse trabalho apostólico em um novo país e, por outro, de formar adequadamente as primeiras vocações que germinavam em cada país.
Com essa ideia em mente, erigiu o Colégio Romano da Santa Cruz em 29 de junho de 1948, festa dos Apóstolos Pedro e Paulo, como um centro internacional de formação para os numerários varões do Opus Dei. Com o passar dos anos, o Colégio Romano da Santa Cruz incorporou também alguns membros adscritos. Em 1953, São Josemaria estabeleceu um centro internacional análogo para as mulheres do Opus Dei, que denominou Colégio Romano de Santa Maria.

### Sede
Em seus inícios, o Colégio Romano da Santa Cruz ocupou parte da sede central do Opus Dei (chamada Villa Tevere), que esteve em construção de 1949 a 1960. Mas São Josemaria logo começou a procurar possíveis locais para dar mais autonomia ao Colégio Romano, com instalações mais amplas que permitissem uma formação saudável para o crescente grupo de jovens. De fato, para dar uma ideia das dimensões do projeto, se a primeira turma de alunos do Colégio Romano era composta por apenas seis estudantes (1948), em 1953  o número de alunos era bem superior a cem.
Como possíveis sedes para o Colégio Romano, São Josemaria considerou diferentes opções dentro da cidade de Roma. Por exemplo, o Oratorio del Gonfalone na Via Giulia, hoje a sede do Coro Polifônico Romano. Ou a Catacumba de São Valentim, muito próxima à sede central do Opus Dei. No entanto, como esses e outros esforços não foram bem-sucedidos, a sede do Colégio Romano permaneceu em Villa Tevere até 1974, quando foi finalmente transferida para Cavabianca, nome dado por São Josemaria a um grande complexo de novos edifícios construídos na área de Saxa Rubra, no extremo norte da cidade de Roma. Cavabianca esteve em construção de 1971 a 1974.

## Seminário internacional do Opus Dei
Além de ser um centro internacional de formação, o Colégio Romano da Santa Cruz é também o seminário internacional do Opus Dei. Muitos de seus alunos, após os necessários estudos filosóficos e teológicos, e um adequado e livre discernimento vocacional, tanto por parte do candidato como da equipe de formação do Colégio Romano, recebem também uma preparação específica para o sacerdócio. O Opus Dei tem uma “Ratio institutionis sacerdotalis”, aprovada pela Santa Sé, que é um documento que regula a formação dos sacerdotes da Prelazia.

O atual reitor do Colégio Romano, D. Fernando Crovetto, numa entrevista em 2023 descreveu a formação dos futuros sacerdotes da seguinte forma:
Esses futuros sacerdotes, tendo já experimentado a espiritualidade laical própria dos fiéis do Opus Dei, ao serem ordenados sacerdotes incardinados na Prelazia do Opus Dei, podem oferecer seu ministério sacerdotal como complemento indispensável e insubstituível à missão evangelizadora dos demais membros leigos do Opus Dei –homens e mulheres– que buscam difundir a mensagem de Cristo no meio do mundo. Desde 1948, e pela graça de Deus, temos tido ordenações sacerdotais de membros do Opus Dei todos os anos. No último dia 20 de maio (2023), foram ordenados 25 sacerdotes. Neste momento, o Opus Dei tem cerca de dois mil sacerdotes de todos os continentes e trabalhando em todos os continentes.

## Os leigos e sacerdotes no Opus Dei
No Colégio Romano da Santa Cruz são formados sacerdotes e leigos do Opus Dei:
Sendo o Opus Dei, como já disse, uma “pequena parte da Igreja”, tanto os sacerdotes como os leigos são igualmente responsáveis e estão igualmente envolvidos no trabalho de evangelização da sociedade. Em todo o trabalho apostólico do Opus Dei há uma cooperação orgânica entre sacerdotes e leigos, homens e mulheres, cada um em seu próprio estado, compatível com suas circunstâncias pessoais. E essa complementaridade entre sacerdotes e leigos é parte integrante do carisma divino recebido por São Josemaria, e se reflete de forma gráfica na dinâmica e no conteúdo da formação que procuramos dar no Colégio Romano da Santa Cruz. Em outras palavras, o importante é descobrir o próprio caminho, seja leigo ou sacerdote, e segui-lo de acordo com o chamado pessoal que cada um recebeu. Como Reitor do Colégio Romano, posso ver como há uma harmonia orgânica entre padres e leigos dentro do próprio Colégio, onde um complementa o trabalho do outro, sem espaço para clericalismos ou anticlericalismos. É também uma cooperação muito enriquecedora para ambas as partes. Acredito que essa harmonia possa contribuir muito [à Igreja], pois há sempre o risco de se criar uma mistura caótica dos papéis de cada um dos fiéis, se a especificidade de cada um não for devidamente valorizada, dentro da missão evangelizadora comum da Igreja Universal. O Colégio de Sacerdotes da Igreja Universal é um lugar onde o trabalho dos sacerdotes e dos leigos pode ser muito enriquecedor para ambas as partes.

## Antigos alunos
Entre os antigos alunos ordenados sacerdotes encontram-se bispos, como D. Antônio Augusto Dias Duarte (bispo-auxiliar emérito da Arquidiocese do Rio de Janeiro), D. Carlos Lema García (bispo-auxiliar da Arquidiocese de São Paulo) e D. Rafael Llano Cifuentes (bispo emérito da Diocese de Nova Friburgo), bem com sacerdotes como o Pe. Francisco Faus.